# László Toroczkai
Dans le nom hongrois Toroczkai László, le nom de famille précède le prénom, mais cet article utilise l’ordre habituel en français László Toroczkai, où le prénom précède le nom.
László Toroczkai ([ˈlaːsloː], [ˈtoɾotskɒi]), né László Tóth le 10 mars 1978 à Szeged, est un homme politique hongrois d'extrême droite. 
Fondateur et un des chefs du Mouvement de jeunesse des soixante-quatre comitats (HVIM), mouvement politique prônant la révision du traité de Trianon, il démissionne de la gestion du mouvement en 2013 après avoir été élu maire de Ásotthalom. Il est également membre de l'Assemblée parlementaire du Conseil de l'Europe.
Il est le fondateur et président du Mouvement Notre patrie depuis 2018.

## Biographie

### Carrière politique

#### Début de carrière
Membre du Parti hongrois de la justice et de la vie (MIÉP) dans les années 1990 et candidat aux élections législatives en 1998, il en démissionne en 2001.
Il prend une part importante aux manifestations anti-gouvernementales de septembre 2006. Il est à l'origine du saccage du siège de Magyar Televízió par les militants d'extrême droite. C'est à ce moment qu'il quitte la présidence du HVIM et la reprend en avril 2010 à la suite de l'élection de Gyula György Zagyva à l'Assemblée hongroise.
Il siège au sein de l'assemblée de la collectivité comitale de Csongrád depuis 2010 et sans toutefois être membre du parti à l'époque, il est tête de liste comitale du Jobbik aux élections de 2010 et 2014.

#### Maire de Ásotthalom
Le 15 décembre 2013, il est élu maire de Ásotthalom avec plus de 71 % des voix. En 2017, il interdit le port de la burqa et du niqab sur la commune. Il interdit également toute propagande en faveur de la légalisation du mariage homosexuel.
Il fonde en 2019 la milice anti-Roms Légion nationale. La Légion nationale est dissoute un an plus tard quand ses membres restants fusionnent avec le Mouvement d'autodéfense hongrois, qui fonctionne indépendamment du parti.

#### Mouvement Notre patrie
Membre du Jobbik de 2016 à 2018, László Toroczkai est à l'origine du départ de son aile la plus radicale pour former le Mouvement Notre patrie (en hongrois : Mi Hazánk), un parti politique d'extrême droite. Il en prend la direction, qu'il occupe depuis 2018.
Lors des élections européennes de 2024, il est tête de liste du parti. Celui-ci obtient 6,71 % des suffrages et un siège au Parlement européen, qui doit lui revenir. Cependant, László Toroczkai démissionne quelques jours plus tard par écrit. Conformément à la législation européenne, il est remplacé par Zsuzsanna Borvendég.

### Autres activités
Parallèlement à ses engagements politiques, il se rend comme journaliste en 1999 au Kosovo et en Voïvodine durant les bombardements de l'OTAN sur la Serbie. Son activisme en faveur des Magyars d'outre-frontières lui vaut plusieurs interdictions d'entrée sur les territoires serbe, roumain et slovaque.
László Toroczkai est à l'initiative du mouvement Hunnia en coopération avec György Budaházy, dont l'objet réside dans la fondation d'un État parallèle à l'État hongrois, sur le modèle des organisations nationalistes irlandaises du XIXe siècle. L'association Hunnia est toutefois été interdite par les autorités hongroises.
Il est directeur du journal hebdomadaire Magyar Jelen (qui a cessé de paraître en mai 2013) et auteur d'un livre autobiographique, paru en 2005 sous le titre Vármegyés a véres úton (« Partisan des 64 comitats sur route sanglante »).

## Positions politiques
En 2017, László Toroczkai interdit le port de la burqa et du niqab sur sa commune. Il interdit également toute propagande en faveur de la légalisation du mariage homosexuel. Toutefois, il déclare respecter toutes les religions historiques, y compris l'islam, mais combattre l'immigration de masse et le libéralisme extrême, pas les religions et les traditions.